# 札幌三育小学校
札幌三育小学校（さっぽろさんいくしょうがっこう）は、北海道札幌市北区拓北4条1丁目にある私立小学校。日本全国に10校あるセブンスデー・アドベンチスト教会系の小学校の一つ。

## 概要
2024年時点での、北海道最古の私立小学校である。
1990年ころには児童数がピークを迎え、約60人が在籍していたが、2024年には16人まで減少していた。
全学年がひとつの教室で学ぶ「マルチエイジ教育」を導入したり、コメ・ソバの栽培などの体験活動に力を入れたりといった特色があった。

## 沿革
- 1951年：宣教師Ｗ・I・ヒリヤード博士の「札幌に教会系小学校を設立する」という強い願いと札幌教会員の祈りと献身によって中央区南9条西16丁目に「札幌教会小学校」が開校。
- 1971年：新校舎が落成し、校名を「札幌三育小学校」に改名。
- 1988年：北区拓北4条1丁目に現在の校舎を移転新築。同時にスクールバスの運行を開始。
- 1990年：校歌制定。
- 1996年：制服・校章が変更（系列校で同じデザインに統一）。
- 2003年：マルチエイジクラスを導入。
- 2026年3月末：児童数減少等に伴い、閉校予定[1]。